# ماري جو كاتلت
ماري جو كاتلت (بالإنجليزية: Mary Jo Catlett)‏ هي ممثلة أمريكية، ولدت في 2 سبتمبر 1938 في دنفر في الولايات المتحدة.

## أعمال

### أفلام
- باناناز[6]
- فلنصبح رجال شرطة[7][8][9]
- الإسفنج خارج المياه
- فيلم سبونج بوب سكوير بانتس[10]

### مسلسلات
- دامو ستحيل
- ذا منتاليست
- ذا والتونز
- سبونج بوب سكوير بانتس
- فتاتان مفلستان
- كولد كيس

## وصلات خارجية
- ماري جو كاتلت على موقع IMDb (الإنجليزية)
- ماري جو كاتلت على موقع ألو سيني (الفرنسية)
- ماري جو كاتلت على موقع ميوزك برينز (الإنجليزية)
- ماري جو كاتلت على موقع أول موفي (الإنجليزية)
- ماري جو كاتلت على موقع قاعدة بيانات برودواي على الإنترنت (الإنجليزية)
- ماري جو كاتلت على موقع قاعدة بيانات الأفلام السويدية (السويدية)
- ماري جو كاتلت على موقع ديسكوغز (الإنجليزية)
- ماري جو كاتلت على موقع قاعدة بيانات الفيلم (الإنجليزية)
- ماري جو كاتلت على موقع كينوبويسك (الروسية)